# Crocidophora cuprotinctalis
Crocidophora cuprotinctalis là một loài bướm đêm trong họ Crambidae.